# TDRS-12
El TDRS-12, conocido antes de su lanzamiento como TDRS-L, es un satélite de comunicaciones estadounidense operado por la NASA como parte del Tracking and Data Relay Satellite System.

## Información técnica
El TDRS-12 fue construido por Boeing, basándose en la plataforma de satélite BSS-601HP. Totalmente alimentado, tiene una masa de 3.454 kg y una vida útil de diseño de 15 años. Lleva dos antenas direccionables capaces de proporcionar comunicaciones para otras naves espaciales, con una matriz adicional de transpondedores en banda S para comunicaciones de menor velocidad con otros cinco satélites. El satélite funciona con dos paneles solares, que producen entre 2,8 y 3,2 kilovatios de potencia, mientras que un motor R-4D-11-300 está presente para proporcionar propulsión.

## Lanzamiento
United Launch Alliance fue contratada para lanzar el TDRS-12. La nave espacial se lanzó el 24 de enero de 2014 a las 02:33 UTC (21:33 hora local del 23 de enero). Se utilizó un cohete Atlas V, volando en la configuración 401, con número de vuelo AV-042. Después del lanzamiento, el TDRS-12 se desplegó en una órbita de transferencia geoestacionaria de alto perigeo. La nave espacial se elevó a una órbita geosincrónica utilizando su propio sistema de propulsión a bordo.